# لنبر
لنبر هي قرية في مقاطعة خلخال، إيران. عدد سكان هذه القرية هو 1,498 في سنة 2006.